# 卡爾鎮區 (愛荷華州亞當斯縣)
卡爾鎮區（英語：Carl Township）是位於美國愛荷華州亞當斯縣的一個行政鎮區。

## 地方資料
根據2010年美國人口普查的數據，卡爾鎮區的面積為92.70平方千米，當中陸地面積為92.43平方千米，而水域面積為0.27平方千米。當地共有人口149人，而人口密度為每平方千米1.61人。